# Région de développement Extrême-Ouest

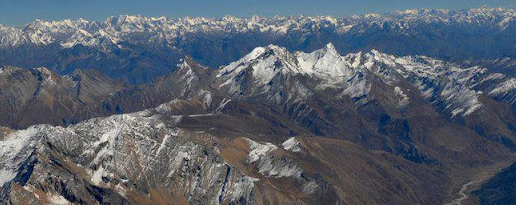
Mont Saipal

La région de développement Extrême-Ouest (en népalais : सुदूर-पश्चिमाञ्चल विकासक्षेत्र) est l'une des cinq anciennes régions de développement du Népal. son chef-lieu était Dipayal. Elle a disparu lors de la réorganisation administrative de 2015.
Elle était subdivisée en deux zones et neuf districts :
- zone de Mahakali
  - Baitadi,
  - Dadeldhura,
  - Darchula,
  - Kanchanpur,
- zone de Seti
  - Achham,
  - Bajhang,
  - Bajura,
  - Doti,
  - Kailali.